# Koszmosz–954
A Koszmosz–954 (cirill betűkkel: Космос–954) a szovjet Legenda globális tengeri felderítő és célmegjelölő rendszer 1967–1988 között indított USZ–A típusú aktív radarfelderítő műholdjainak egyike volt.

## Küldetés
A szovjet Legenda (oroszul: Легенда) tengeri felderítő rendszerhez készült USZ–A típusú, aktív radarberendezéssel felszerelt felderítő műhold. A műholdba a BESZ–5 Buk nukleáris termoelektromos generátort építették. Célja a hadihajók (polgári hajók) mozgásának figyelemmel kísérése. A Koszmosz–952 programját folytatta.

## Jellemzői
1977. szeptember 18-án a Bajkonuri űrrepülőtér indítóállomásról egy Ciklon-2A hordozórakétával juttatták Föld körüli, közeli körpályára. Az orbitális egység alappályája 89,6 perces, 64,9 fokos hajlásszögű, elliptikus pálya-perigeuma 250 kilométer, apogeuma 263 kilométer volt. Hasznos tömege 3800 kilogramm. 1978-ban az űregység orbitális pályáját 19 alkalommal korrigálták, biztosítva a közel körpályás haladási magasságot. Felépítése hengeres, átmérője 1.3 méter, magassága 10 méter. A sorozat felépítését, szerkezetét, alapvető fedélzeti rendszereit tekintve egységesített, szabványosított űreszköz.
1978. január 6-án technikai hiba lépett fel (valószínű űrhulladékkal ütközött!), a fedélzeti rendszer leállt, a műhold ellenőrizhetetlenné vált. Vezérlés hiányában nem lehetett a nukleáris fűtőelemet leválasztani (magasabb pályára emelni). A leereszkedési pályasíkban tájékoztatva lettek a kormányok (szükséges védelem megszervezésére).
1978. január 24-én 127 napos szolgálati idő után belépett a légkörbe és megsemmisült.
A műhold Kanada lakatlan területén érte el a Földet. A súrlódási hőtől csak részben semmisült meg, a maradványok, közöttük a sugárzó anyag Kanada Északnyugati Területén 600 kilométer hosszan szóródott szét. Az űreszköz maradványainak megtalálása érdekében mintegy 124 000 km²-es területet kutattak át. A kárelhárítás során egyetlen ponton találtak sugárszennyezett hulladéktömeget. Kártérítésként (kármentesítésért) a Szovjetunió 3 millió kanadai dollárt fizetett.

## További balesetek, szennyezések
- Az 1973. április 25-én elindított műhold nem érte el tervezett pályáját, és a Csendes-óceán északi részébe csapódott. Amerikai felderítő repülőgépek sugárszennyezés nyomait mutatták ki.
- Koszmosz–1402: szintén nem érte el tervezett pályáját. A visszatérés előtt a reaktormagot nem sikerült leválasztani a műholdról, így az a műholddal együtt visszazuhant. A szerkezet utolsó darabjai 1983. január 23-án a Diego Garcia szigettől több száz kilométerre délre az Indiai-óceánba csapódtak, de ezeket nem sikerült fellelni.
- Koszmosz–1900: a reaktormagot első kísérletre nem sikerült a tervezett parkolópályára juttatni. A tartalékrendszer működésbe lépett, végül a tervezettnél 80 km-rel alacsonyabb pályára juttatta.

## Baljós kilátások
Bár a reaktorok többségét sikerült magasabb pályára juttatni, ezek magassága idővel fokozatosan csökken, a nagy aktivitású reaktormagok egy-kétszáz év elteltével visszahullanak a Földre. A reaktorok hűtőközege (nátrium-kálium ötvözet) kijutott a műholdakból, így ez jelentős részben hozzájárul a Föld körül keringő űrszeméthez.